# Арион (песник)
Арион (грч. Ἀρίων, Ἀρείων, лат. Arion) је старогрчки песник и певач који се појављује као лик у грчкој митологији. 

## Митологија
Сматрало се да је живео у Коринту када је владао краљ Перијандар (625-585. п. н. е.). Родио се на острву Лезбосу у граду Метимни. Према неким ауторима, био је син Киклона или Посејдона и нимфе Онкеје. Био је песник, музичар и певач. Грци су га сматрали оснивачем дитирамба. и својом уметношћу стекао је приличан иметак. Једном, на путу из Коринта, морнари лађе на којој је путовао одлуче да га опљачкају и убију. Нису желели да приме његов новац за откуп и поштеде му живот јер су се плашили да их касније не ода. Ипак су хтели да му испуне последњу жељу да још једном запева и засвира на својој лири, али је после тога морао да изабере или да се сам убије на лађи или да скочи у море. Изабрао је другу опцију. Кад је завршио песму, скочио је у море. Но није се удавио. Његова музика је привукла ка лађи јато делфина, од којих га је један примио на леђа и извукао на обалу. Тако га је однео краљу Перијандру коме је Арион испричао шта се десило, али му он није поверовао. Сачекао је да се искрцају и морнари које је упитао где је Арион. Они су рекли да су га оставили у Таренту. Тек када је Арион изашао пред њих, препали су се и признали своју кривицу.
Приповедало се и да је Аполон у сну упозорио Ариона на опасност која га вреба на лађи. Због тога, када је Арион на делфину ступио на грчко тло, посветио је дарове овом богу. Како би овековечио овај догађај, Аполон је Арионову лиру и делфина пренео међу звезде.

## У уметности
Песму под називом „Арион“ је написао Пушкин, један од највећих песника светске књижевности.

## Друге личности
Краљ из Милета који је прихватио Хесиону (или Тенејру или Тениру) и њеног сина Трамбела.